# سرمایه روان‌شناختی
در طول دهه گذشته، به رهبری رشته روانشناسی، و بعد از آن، علوم سازمانی موجی از علاقه و تمرکز بر رویکردهای پژوهشی مثبت‌گرا شکل گرفت. اگرچه قطعاً مثبت گرایی در هیچ‌کدام از این دو رشته جدید نیست، نهضت روان‌شناسی مثبت‌گرا احساس نیاز نسبت به فهم بیشتر سهم منحصر به فرد سازه‌های مثبت روانشناختی در جنبه‌های مختلف زندگی از جمله محیط کار را از نو یادآوری کرده¬ است. درواقع، تا پیش از آغاز نهضت روانشناسی مثبت گرا در سال ۱۹۹۸ عمده توجه روانشناسان به سمت بیماری‌های روانی و نحوه درمان آن بود و توجه چندانی به شادکامی عامه مردم و نحوه تحقق ظرفیتها و استعدادهای آن‌ها نمی‌شد (لوتانز و همکاران، ۱۳۹۲). به واقع، بیشتر پژوهشها مفاهیم منفی قرار داشت و مطالعات اندکی به نقاط مثبت افراد پرداخته بودند (فروهر و همکاران، ۱۳۹۲). در محیط کار نیز همچون روانشناسی سنتی، اما نه با همان شدت، بیشتر توجه به نقاط ضعف و آسیبهاشناسی معطوف شده بود (جمشیدیان و همکاران، ۱۳۹۲). اما هم‌زمان با ظهور نهضت روانشناسی مثبت گرا به رهبری دو دانشگاه نبراسکا و مشیگیان، موجی از توجه به مثبت گرایی در محیط کار نیز شکل گرفت (لوتانز و همکاران، ۱۳۹۲). مثبت گرایی روند و پارادایم جدیدی از نظریه‌پردازی، پژوهش و کاربرد را در عرصه مدیریت و رفتار سازمانی و به‌طور کلی مطالعات سازمانی ایجاد کرده و آن را به سمت مطالعه مفاهیم مثبت گرا و دست یابی به نتایج فوق‌العاده سوق داده است. لوتانز و یوسف (۲۰۱۰) علت نیاز به مثبت گرایی در محیط کار را این‌گونه بیان می‌دارند:
- نیاز به یک رویکرد مثبت
- نیاز به یک رویکرد مبتنی بر شواهد
- نیاز به یک رویکرد مبتنی بر عملکرد
- نیاز به منحصر به فرد بودن
- نیاز به یک رویکرد توسعه پذیر

لوتانز و همکاران از این موارد به عنوان مبنای توسعه پژوهشی و نظری خود پیرامون استفاده کرده و با ارائه یک چارچوب علمی به نام رفتار سازمانی مثبت گرا اقدام به پزوهش و نظریه‌پردازی پیرامون ظرفیتهای مثبت روانشناختی کره‌اند (لوتانز و همکاران، ۱۳۹۲). لازم به توضیح است که بر خلاف برخی پژوهشهایی که در ایران تحت عنوان رفتار سازمانی مثبت گرا انجام شده یا می‌شود، رفتار سازمانی خود یک چارچوب برای تعیین قلمروی مفاهیم مثبت گراست و خودش یک سازه (مفهوم) نیست. حتی پدیدآوردنگان این مفهوم پس از قریب به پنج سال پژوهش و با نظریه‌پردازی و پژوهش و تکوین یک سازه سطح بالای جدید (تحت عنوان سرمایه روانشناختی) در کتاب سرمایه روانشناختی خود (ترجمه عبدالرسول جمشیدیان و محمد فروهر، ۱۳۹۲، انتشارات آییژ تهران) عملاً در بسیار از پژوهشهای خود دیگر از عنوان رفتارسازمانی مثبت گرا استفاده نمی‌کنند و با ملاحظه به آثار این محققان متوجه می‌شویم که آثار پژوهشی آن‌ها بیشتر با عنوان سرمایه روانشناختی مطرح است تا رفتارسازمانی مثبت گرا.
به‌طور کلی، بر مبنای این ملاکها لوتانز و همکاران پس از بیش از یک دهه تحقیق و نظریه‌پردازی چهار مؤلفه را شناسایی کردند که به بهترین نحو از این ملاکها تبعیت می‌کنند: امیدواری (اراده یا پویایی و راهکار یا راه چاره) کارآمدی (اعتماد به نفس و اعتقاد به تحقق اهداف یا وظایف) انعطاف‌پذیری (احیاء و فرارفتن از مشکلات) و خوش‌بینی (سبک استنادی مثبت دربارهٔ وقایع و انتظار آینده مثبت). به اعتقاد آن‌ها زمانی که این مؤلفه‌ها با هم ترکیب می‌شوند تشکیل یک سازه سطح بالا را می‌دهند که سرمایه روانشناختی نامیده می‌شود (لوتانز، ۲۰۱۲). همچنین مشخص شده‌است که کل (سرمایه روانشناختی) بزرگتر از مجموعه اعضای خودش است (امیدواری، خودکارآمدی، خوش‌بینی و انعطاف‌پذیری) به‌طوری‌که زمانی که تمام این مؤلفه‌ها به‌طور هم‌زمان مورد توجه قرار می‌گیرند تأثیر بسیار بیشتری دارند تا زمانی که به‌طور مجزا مورد توجه قرار می‌گیرند. بر این مبنا، این مؤلفه‌ها تأثیر هم افزایی روی یکدیگر دارند (لوتانز و همکاران، ۱۳۹۲) از سوی دیگر، مشخص شده‌است که سرمایه روانشناختی روی طیف گسترده‌ای نتایج فردی و سازمانی همچون تعهد سازمانی، رضایت شغلی، رفتار شهروند سازمانی، بهروزی کارکنان تأثیر مثبت دارد و از سوی دیگر با غیبت از کار، استرس شغلی، بدبینی و رفتار ضدتولید رابطه منفی دارد (لوتانز و همکاران، ۱۳۹۲). همچنین علاوه بر کارکردهای رفتار سازمانی سرمایه روانشناختی مشخص شده‌است که سرمایه روانشناختی تلویحات مهمی نیز برای مدیریت منابع انسانی دارد و می‌توان از آن برای گزینش، ارتقاء و حفظ و نگهدار کارکنان نیز استفاده کرد (فروهر و همکاران، ۱۳۹۲). علاوه بر این وجود یک پرسشنامه معتبر جهت ارزیابی سرمایه روانشناختی کارکنان امکان هرگونه مداخله و مقایسه سطح سرمایه روانشناختی کارکنان پیش و پس از مداخلات توسعه سرمایه روانشناختی را فراهم ساخته است (لوتانز و همکاران، ۱۳۹۲).
علاوه بر تمام اینها یکی از ویژگی‌های مهم هر رویکرد علمی قابلیت سنجش و اندازه‌گیری آن است. لوتانز و همکاران در کتاب خود که در سال ۲۰۰۷ به چاپ رساندند (ترجمه عبدالرسول جمشیدیان و محمد فروهر، ۱۳۹۲، انتشارات آییژ) به قابلیتهای اندازه‌گیری مفهوم سرمایه روانشناختی در محیط کار به خوبی اشاره کرده و بیان داشته‌اند که نه تنها سرمایه روانشناختی کارکنان قابل اندازه‌گیری است بلکه این سرمایه روانشناختی دست کم می‌تواند ۱۰ درصد باعث افزایش عملکرد کارکنان شود. این پرسشنامه متشکل از ۲۴ سؤال می‌باشد و به ترتیب مفاهیم خودکارآمدی، امیدواری، انعطاف‌پذیری و خوشبینی کارکنان در محیط کار را اندازه‌گیری می‌کند.
کاربردهای سرمایه روانشناختی
اگرچه سرمایه روانشناختی در ابتدا به عنوان یک سازه سازمانی مفهوم پردازی شد، اما به جهت اینکه ریشه روانشناسانه دارد و جزء مؤلفه‌های سازمانی محض همچون تعهد سازمانی، رضایت شغلی و .. نیست، کاربرد وسیع تری داشته و می‌توان از این مفهوم در فضایی فراتر از مرزهای سازمانی استفاده کرد. تاکنون پژوهشهای مختلفی در عرصه‌های مختلف علمی در خصوص سرمایه روانشناختی همچون موارد زیر به انجام رسیده‌است:
۱- سلامت جسمی و روانی
۲- آموزش و پرورش
۳- اعتیاد
۴- جامعه‌شناسی به ویژه در بحث در خصوص سرمایه اجتماعی و رفتارهای مطلوب اجتماعی دیگر
۵- اقتصاد، در خلق سرمایه و درآمد و غیره
۶- علوم دینی همچون نقش معنویت در سرمایه روانشناختی یا نقش سرمایه روانشناختی در شکل‌گیری رفتار اخلاقی
و غیره؛ بنابراین گستردهٔ سرمایه روانشناختی می‌توان بر طیف وسیعی از قلمروهای علمی سایه افکند و مورد استفاده پژوهشگران و افراد اجرایی در تحقق ظرفیتیهای مثبت روانشناختی افراد در دستیابی به مطلوب‌ترین دستاورد قرار گیرد.